# Wendekreis (Breitenkreis)

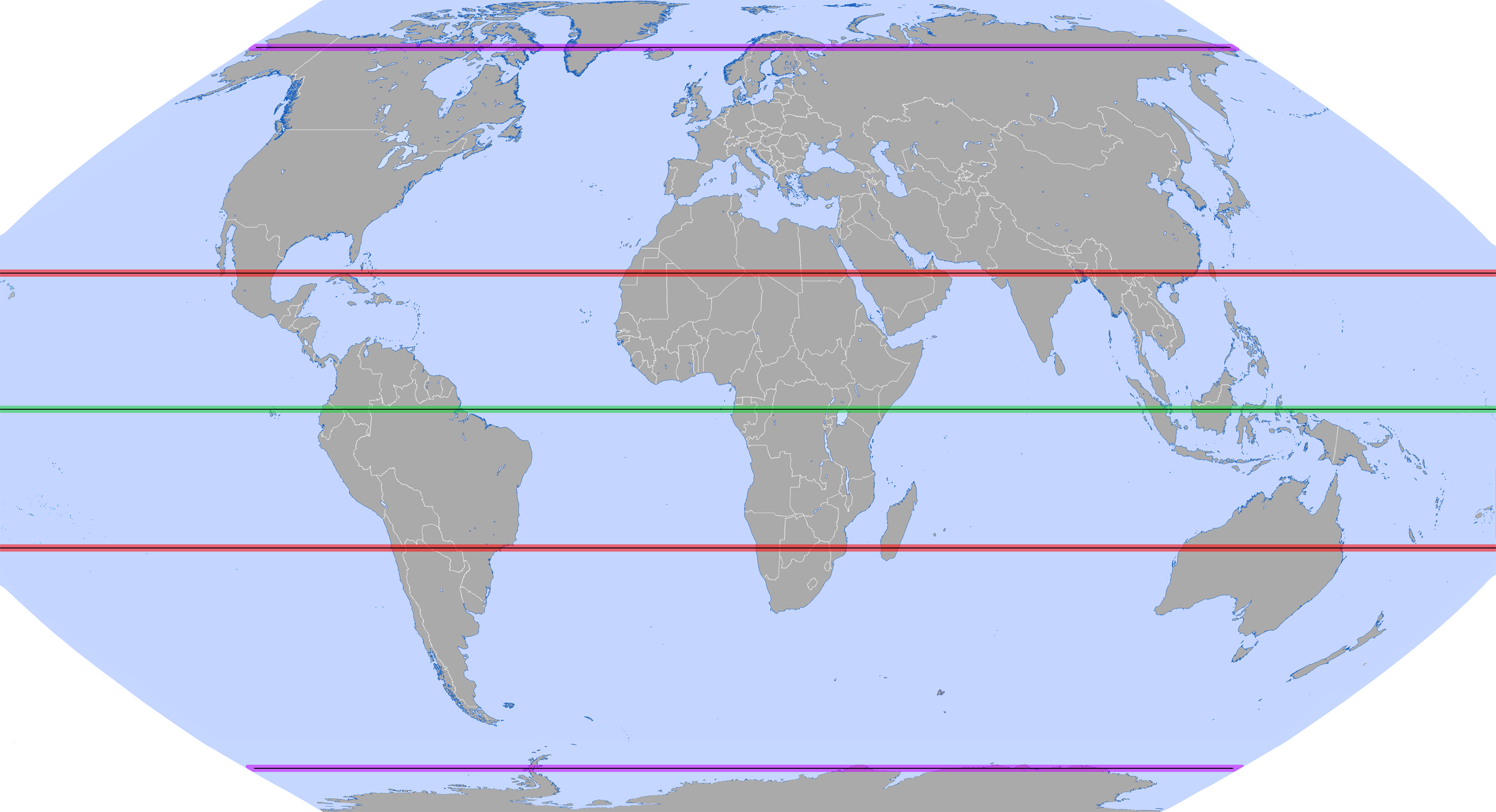
Wendekreise (rot), Polarkreise (violett) und Äquator (grün)

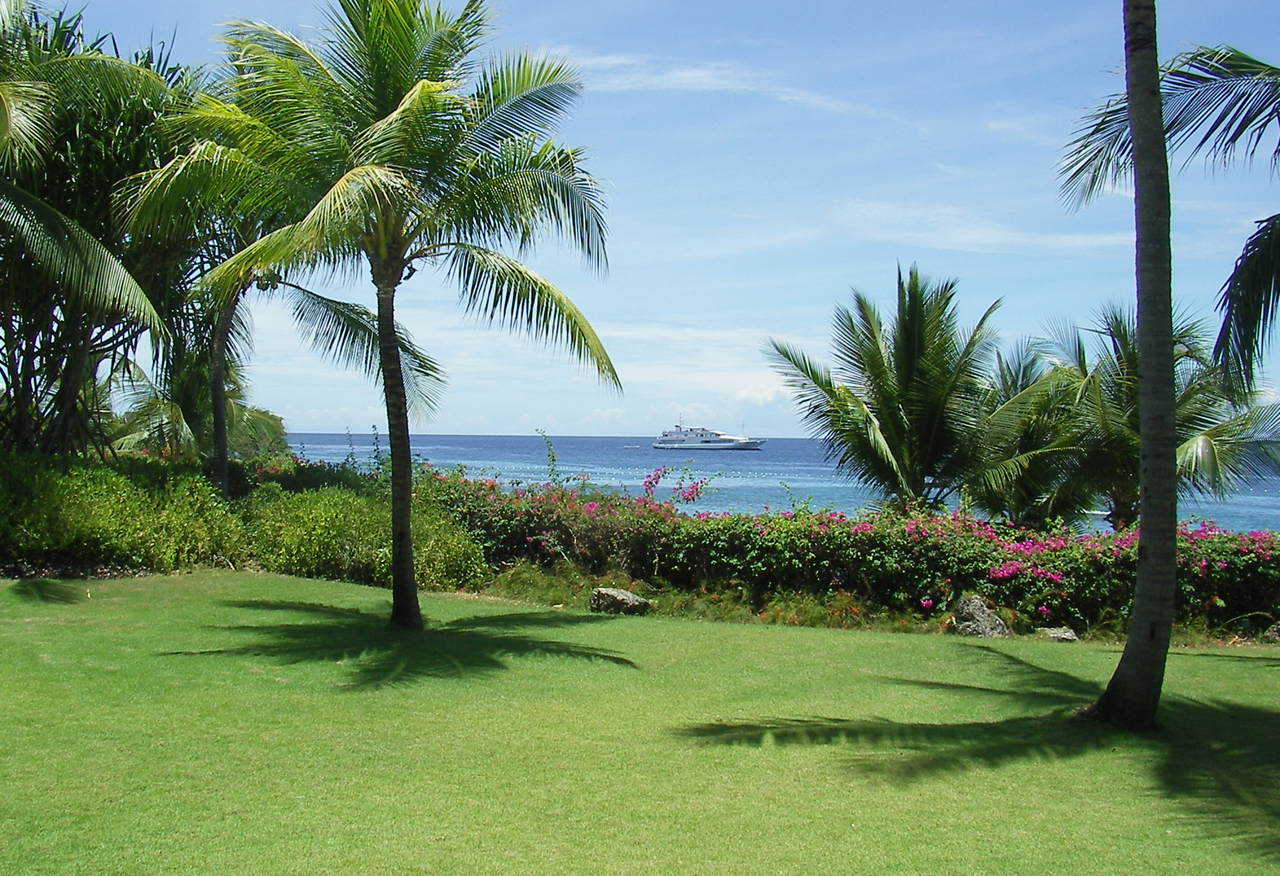
Senkrechter Schattenwurf bei Sonnenstand im Zenit

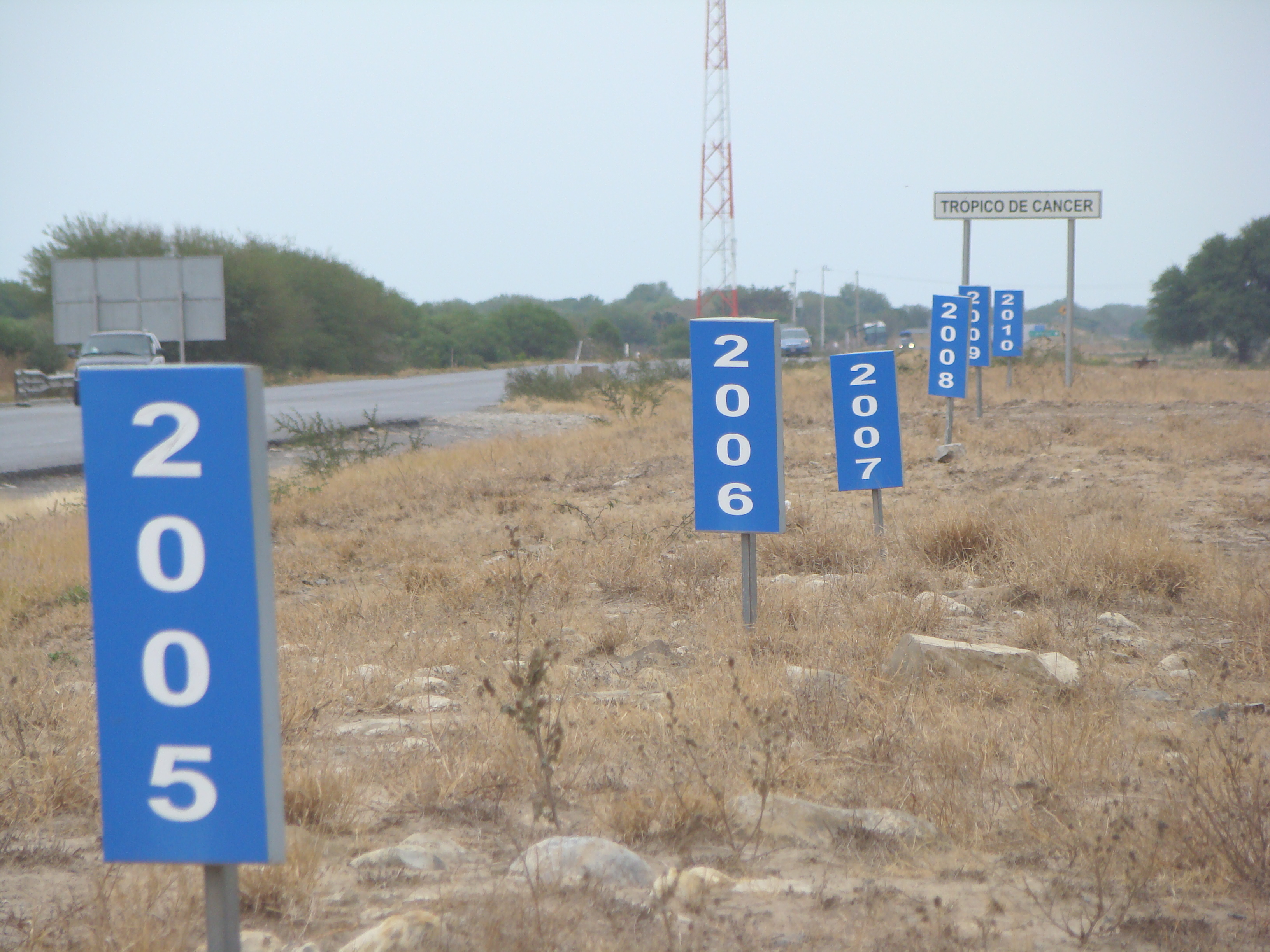
Jährliche Wanderung des nördlichen Wendekreises in Mexiko 2005–2010

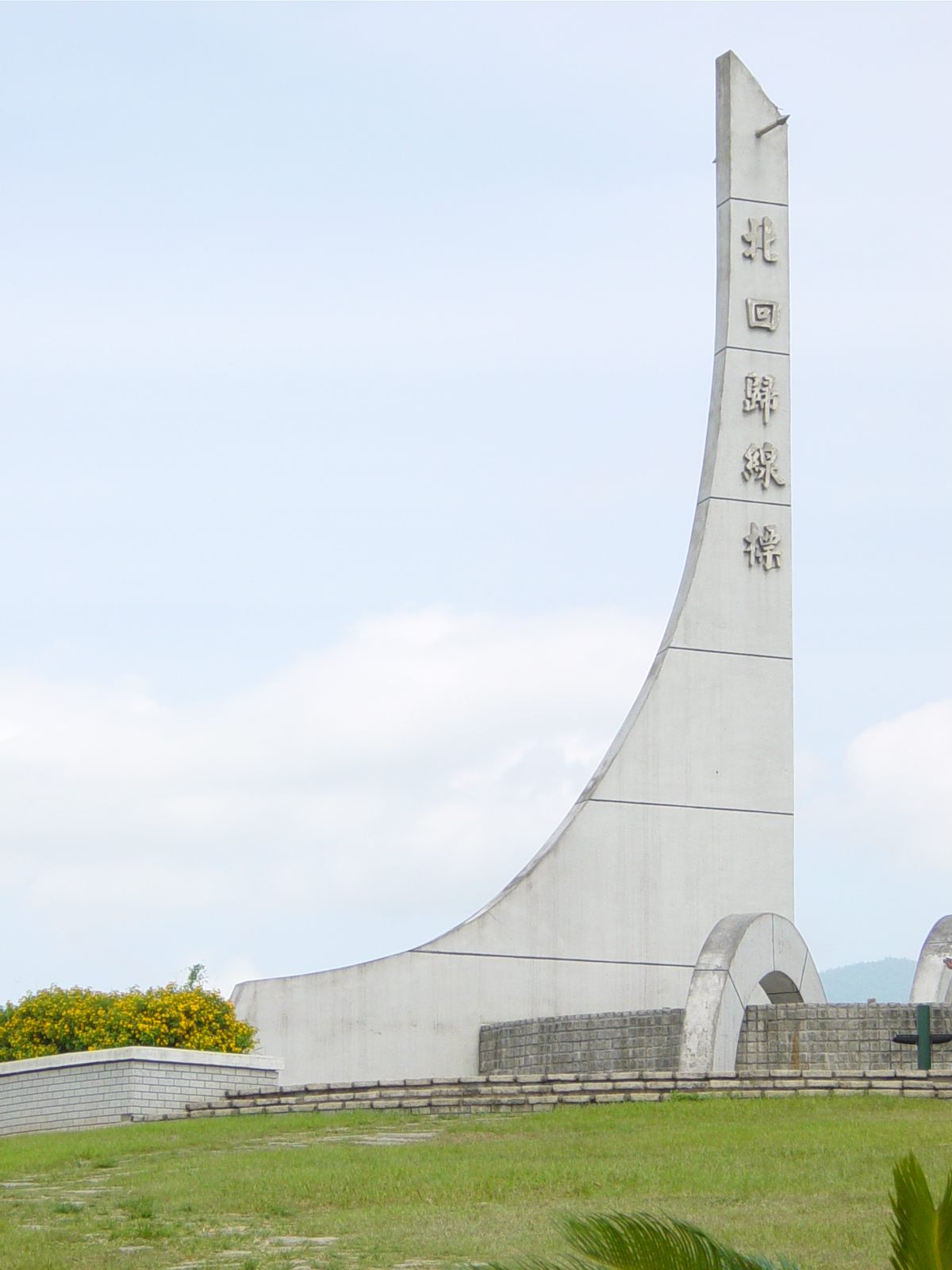
Denkmal zur Markierung des nördlichen Wendekreises im Landkreis Hualien auf Taiwan

Die beiden Wendekreise sind besondere Breitenkreise der Erde. Sie sind durch die Orte definiert, an denen die Sonne zur nördlichen oder südlichen Sommersonnenwende am Mittag im Zenit steht. In der Zone zwischen den Wendekreisen, in den (solaren) Tropen, steht die Sonne an jedem Ort zweimal im Jahr im Zenit, außerhalb der Wendekreise niemals.
Die Wendekreise verlaufen parallel und symmetrisch zum Äquator auf geographischen Breiten von 23° 26′ 05″ (23,43472°) Nord und Süd, entsprechend der Schiefe der Ekliptik. Die Wendekreise haben eine Länge von jeweils knapp 36.800 km und einen Abstand von gut 2609 km zum Äquator.

## Verschiebung der Wendekreise
Aufgrund von Perturbationen anderer Körper im Sonnensystem ändert sich die Schiefe der Ekliptik langfristig, und damit auch die Lage der Wendekreise.
Momentan bewegen sie sich – abgesehen vom kurzfristigen Taumeln der Erdachse – mit einer mittleren Geschwindigkeit von etwa einer Bogenminute in 128 Jahren auf den Erdäquator zu (siehe Tabelle), das sind etwa 14,4 m pro Jahr. Man geht aber davon aus, dass seit der Entstehung des Mondes die Schiefe alles in allem etwa in der heutigen Größenordnung blieb.

## Astronomie
Am Himmel sind die Wendekreise parallele Kreise zum Himmelsäquator. Sie tangieren die den Himmelsäquator schräg schneidende scheinbare Jahresbahn der Sonne (die Ekliptik), die wie der Äquator auch ein Großkreis am Himmel ist. Ihr Winkelabstand vom Himmelsäquator ist ebenfalls ±23°26′05″. Das sind gleichzeitig die Grenzwerte für den sogenannten Deklinationswinkel der Sonne.
Zur Sommersonnenwende dauert der Tag am entsprechenden Wendekreis 13,5 Stunden, während der Wintersonnenwende am gleichen Wendekreis 10,5 Stunden.

## Nördlicher Wendekreis
Am nördlichen Wendekreis steht die Sonne zur Zeit der Sommersonnenwende der Nordhalbkugel um den 21. Juni im Zenit.
Der nördliche Wendekreis wird auch „Wendekreis des Krebses“ (lateinisch tropicus cancri, englisch Tropic of Cancer) genannt – im Sinne der tropischen Tierkreiszeichen, die in der späten Antike definiert wurden, als Abgrenzung zu den siderischen Sternzeichen. In der westlichen Astrologie markiert er auch heute den Beginn des Tierkreiszeichens Krebs. Das Sternbild, das die Sonne zur Sonnenwende durchquerte, war bis 15 v. Chr. ebenfalls der Krebs. Weil sich die Äquinoktialpunkte im siderischen Bezugssystem durch die Präzession der Erdachse langsam verschieben, ist dieser Punkt anschließend in das Sternbild Zwillinge gewandert und befindet sich seit 1990 im Sternbild Stier.

### Verlauf des nördlichen Wendekreises
Der nördliche Wendekreis durchläuft (vom Nullmeridian ostwärts) die Sahara in den Ländern Algerien, Libyen und Ägypten. Weiter verläuft er durch die Arabische Halbinsel, das Arabische Meer, Indien, Bangladesch, Myanmar, den Süden Chinas und Taiwan. Im Pazifik verläuft er 136 km nördlich der zu Hawaii gehörenden Insel Kauaʻi. Der Wendekreis durchquert Mexiko, den Golf von Mexiko und den Atlantik, bis er wieder in Afrika und die Sahara-Wüste eintritt.
| Staat, Gebiet, Meer          | Weiteres |
| ---------------------------- | --- |
| Algerien                     | |
| Niger                        | Der Wendekreis berührt nur die nördlichste Spitze des Landes                                                              |
| Libyen                       | Der Wendekreis berührt auch den nördlichsten Punkt des Tschads                                                            |
| Ägypten                      | Im Süden des Staates durchquert der Wendekreis den Nassersee                                                              |
| Rotes Meer                   | |
| Saudi-Arabien                | Verlauf zwischen Mekka (im Süden) und Medina (im Norden)                                                                  |
| Vereinigte Arabische Emirate | Der Wendekreis durchquert nur das Emirat Abu Dhabi                                                                        |
| Oman                         | Im Norden des Staates |
| Indischer Ozean              | Arabisches Meer |
| Indien                       | Bundesstaaten Gujarat, Rajasthan, Madhya Pradesh, Chhattisgarh, Jharkhand, West Bengal, Tripura und Mizoram               |
| Bangladesch                  | Bundesstaaten Khulna, Dhaka und Chittagong                                                                                |
| Myanmar                      | Bundesstaaten Chin, Sagaing, Mandalay, Shan                                                                               |
| Volksrepublik China          | Provinzen Yunnan (7 km nördlich von Vietnam), Guangxi und Guangdong                                                       |
| Straße von Taiwan            | |
| Taiwan                       | Penghu-Inseln, Landkreis Chiayi (Shuishang, Alishan …), Landkreis Nantou (Xinyi …), Landkreis Hualien (Ruisui, Fengbin …) |
| Pazifik                      | Necker Island, Hawaii, Vereinigte Staaten                                                                                 |
| Mexiko                       | Verlauf durch die Spitze der Halbinsel Niederkalifornien                                                                  |
| Golf von Kalifornien         | |
| Mexiko                       | Bundesstaaten Sinaloa, Durango, Zacatecas, San Luis Potosí, Nuevo León und Tamaulipas                                     |
| Golf von Mexiko              | |
| Atlantik                     | Durchquert die Floridastraße Durchquert die Anguilla Cays ( Bahamas) Durchquert den Santaren Channel                      |
| Bahamas                      | Exuma Islands und Long Island                                                                                             |
| Atlantik                     | |
| Westsahara                   | Demokratische Arabische Republik Sahara größtenteils von Marokko widerrechtlich besetzt                                   |
| Mauretanien                  | |
| Mali                         | Im äußersten Norden des Landes                                                                                            |
| Algerien                     | |

### Völkerrechtliche Relevanz
Der nördliche Wendekreis begrenzt den Wirkungsbereich der NATO auf zur Gebietshoheit von NATO-Bündnispartnern gehörende Inseln im Nordatlantik nach Süden hin.

„Im Sinne des Artikels 5 gilt als bewaffneter Angriff auf eine oder mehrere Parteien jeder bewaffnete Angriff auf […] die Gebietshoheit einer der Parteien unterliegenden Inseln im nordatlantischen Gebiet nördlich des Wendekreises des Krebses.“

## Südlicher Wendekreis

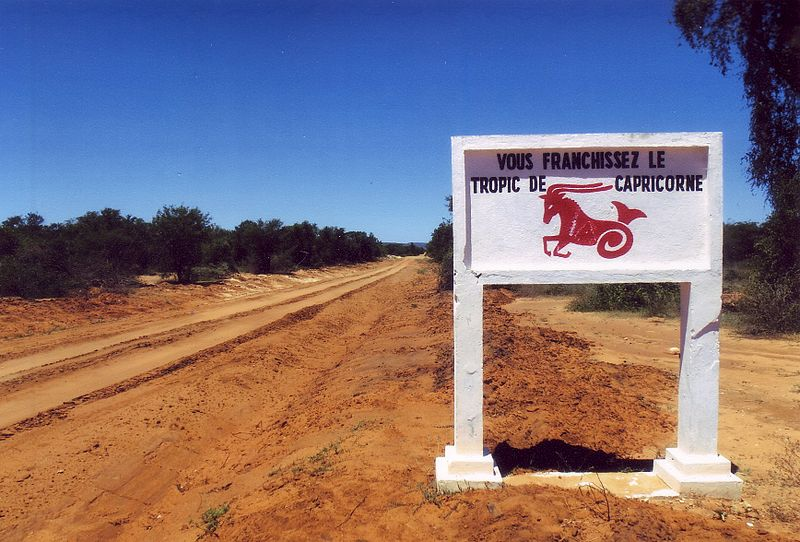
Atsimo-Andrefana, Madagaskar

Am südlichen Wendekreis steht die Sonne zur Zeit der Sommersonnenwende der Südhalbkugel (in Europa: Wintersonnenwende) um den 21. Dezember im Zenit.
Der südliche Wendekreis wird auch „Wendekreis des Steinbocks“ (lateinisch tropicus capricorni, englisch Tropic of Capricorn) genannt – im Sinne der tropischen Tierkreiszeichen der Antike. Bedingt durch die Präzession steht die Sonne mittlerweile zur Sonnenwende allerdings im Sternbild Schütze.

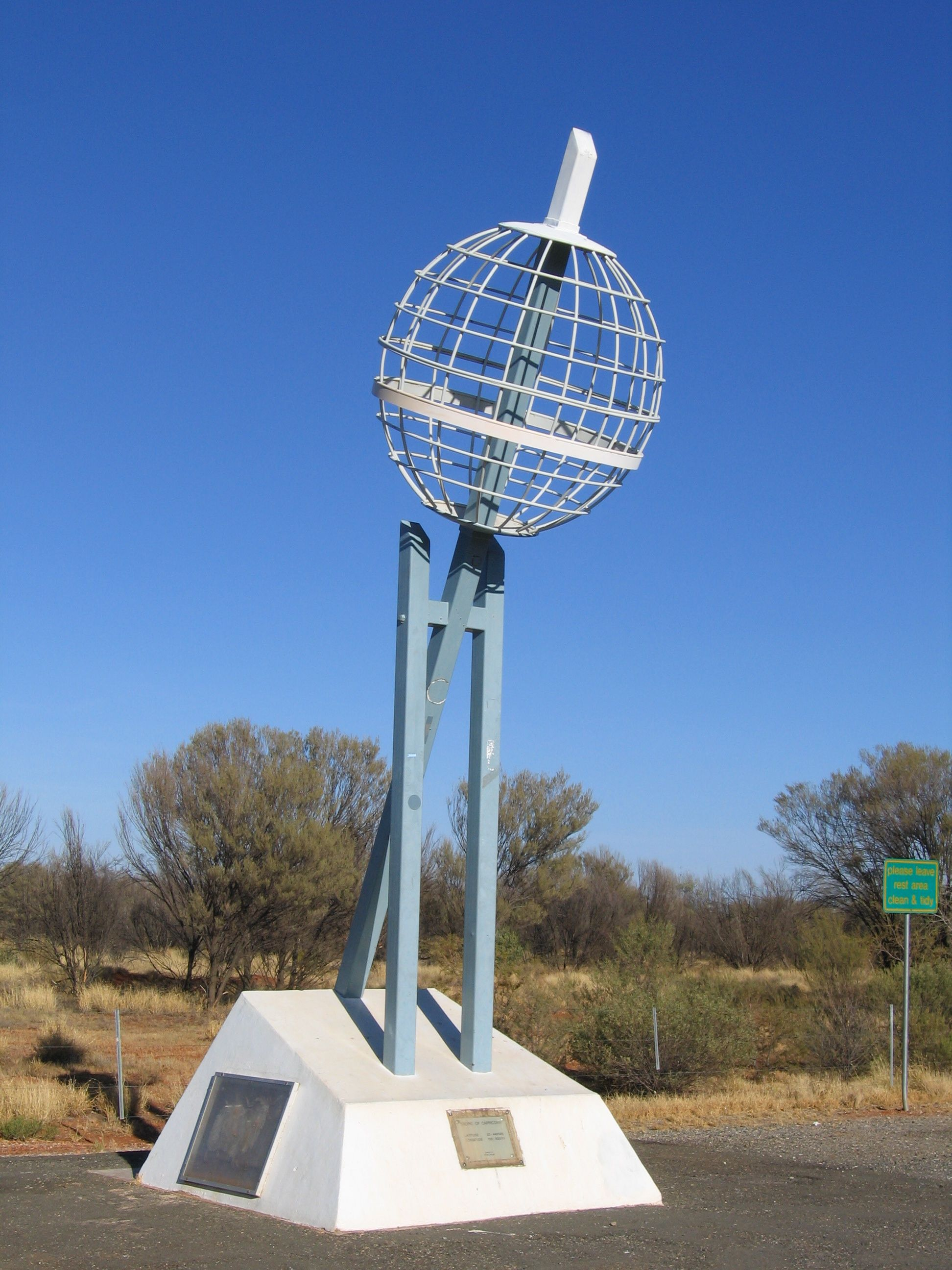
Markierung des südlichen Wendekreises am Stuart Highway in Australien
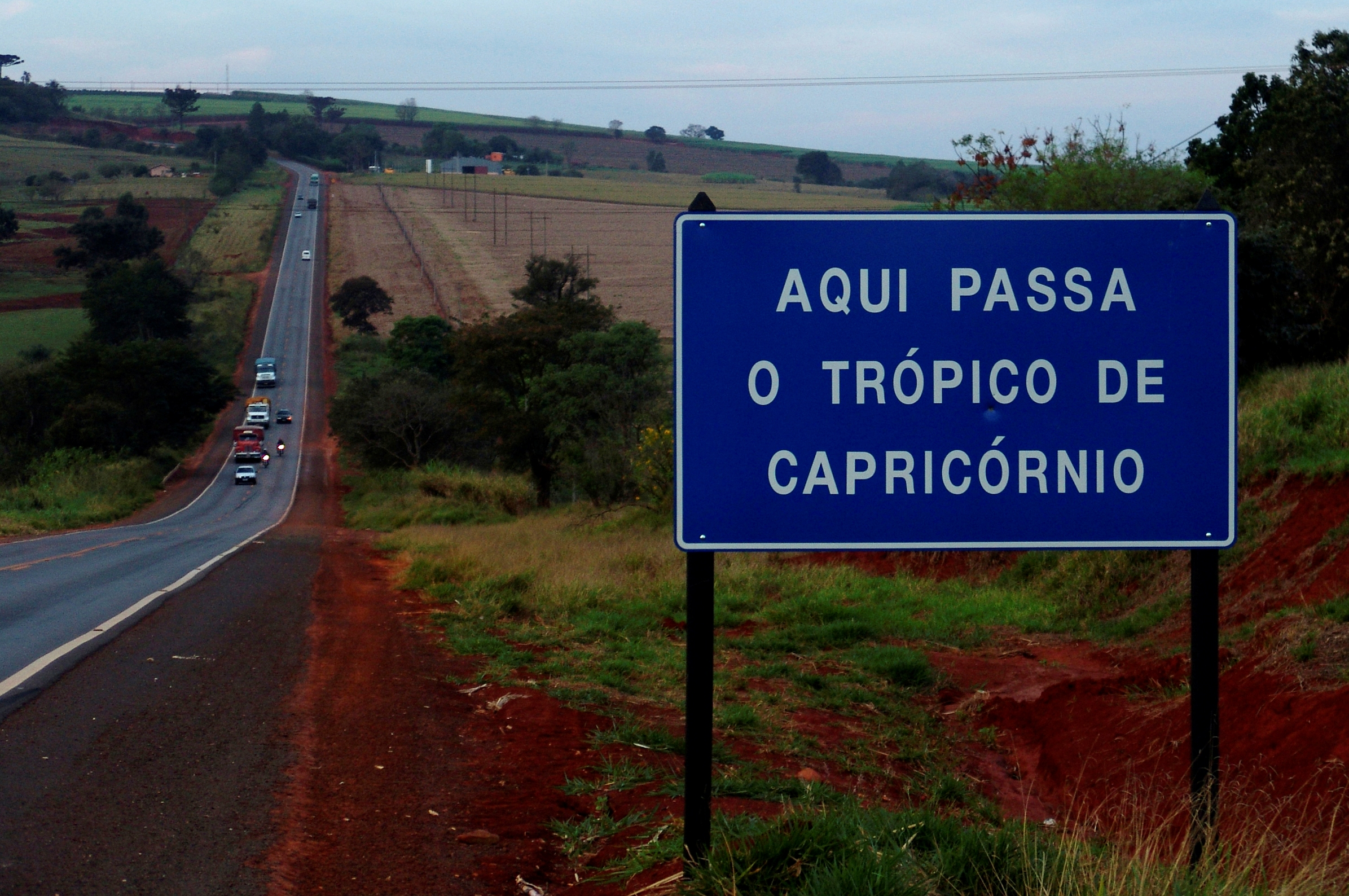
Markierung des südlichen Wendekreises bei Itaí in Brasilien
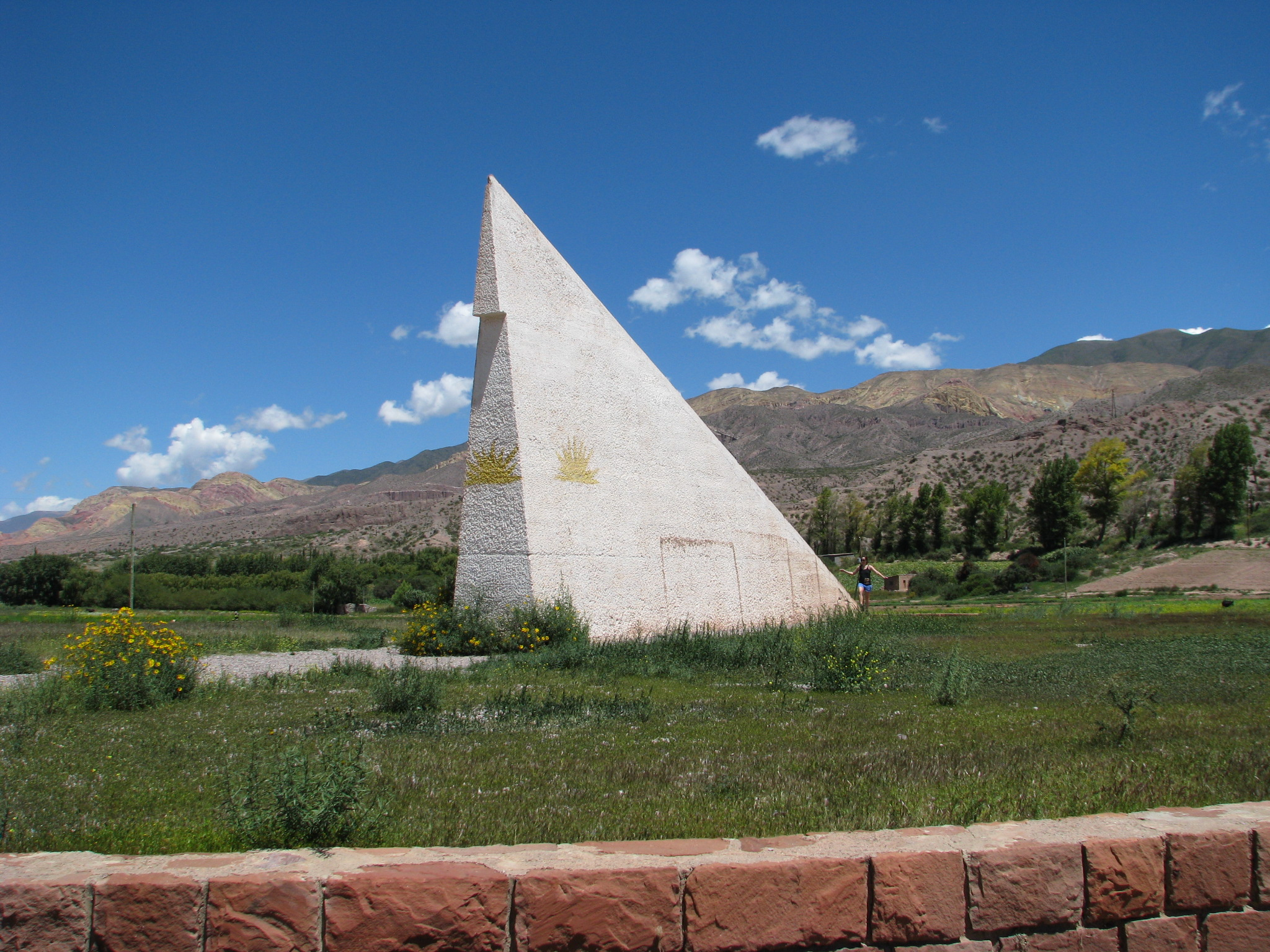
Provinz Jujuy, Argentinien
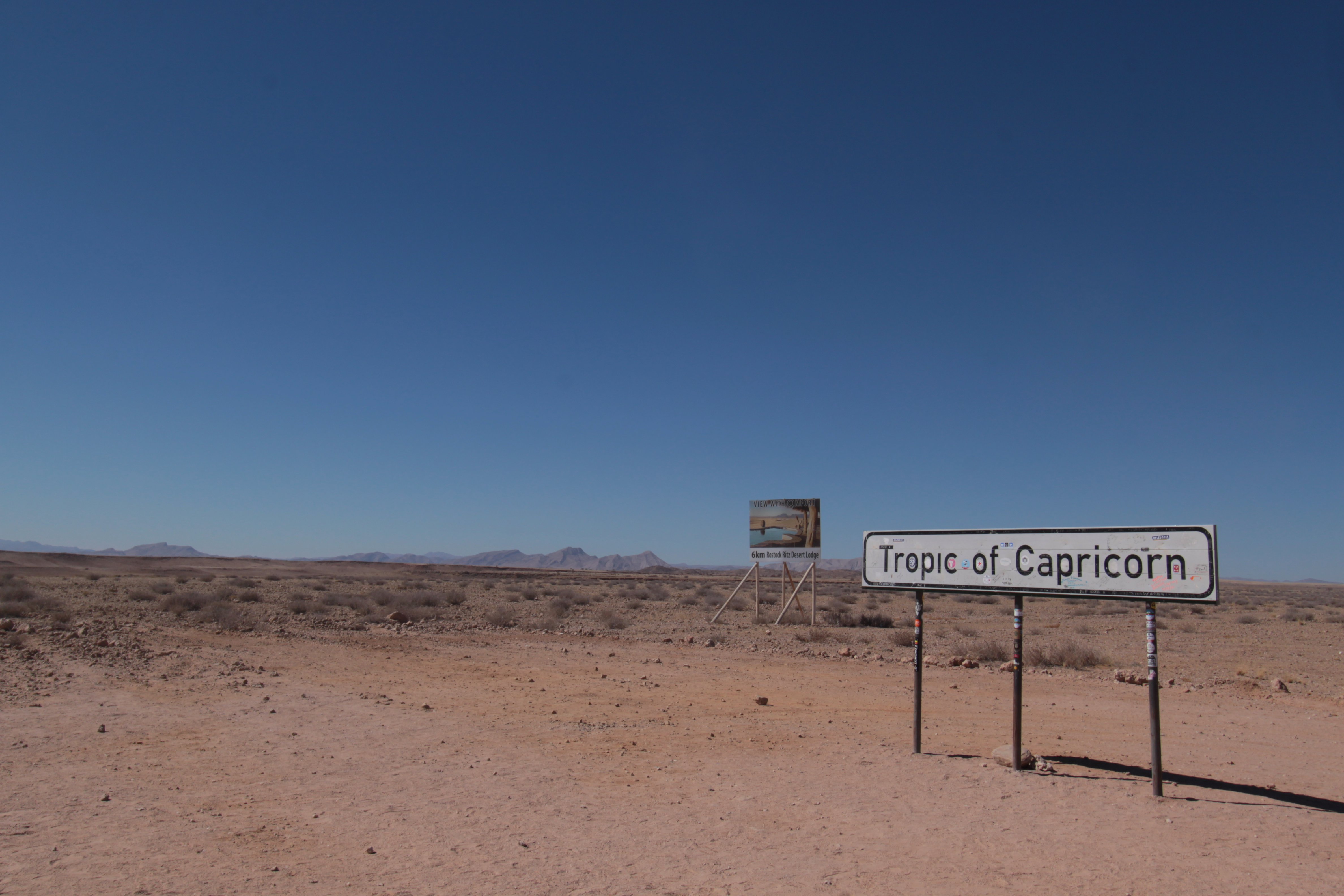
Namibia, nördlich Solitaire an der C14

### Verlauf des südlichen Wendekreises
Der südliche Wendekreis durchläuft (vom Nullmeridian ostwärts) den Süden Afrikas (Namibia, Botswana, Südafrika, Mosambik, Madagaskar), den Indischen Ozean, Australien, den Pazifik, Südamerika (Chile, den nördlichsten Zipfel Argentiniens, Paraguay, Brasilien) und schließlich den Südatlantik.
| Staat, Gebiet, Meer | Weiteres                                                                                              |
| ------------------- | --- |
| Atlantik            | |
| Namibia             | Regionen: Erongo, Khomas, Hardap und Omaheke                                                          |
| Botswana            | Distrikte: Kgalagadi, Kweneng und Central                                                             |
| Südafrika           | Provinz Limpopo                                                                                       |
| Mosambik            | Provinzen: Gaza und Inhambane                                                                         |
| Indischer Ozean     | Straße von Mosambik                                                                                   |
| Madagaskar          | Provinzen: Toliara und Fianarantsoa                                                                   |
| Indischer Ozean     | |
| Australien          | Western Australia, Northern Territory und Queensland                                                  |
| Korallenmeer        | Durchquert das Cato Reef, in Australiens Coral Sea Islands Territory                                  |
| Pazifik             | Nördlich der Minerva Reefs (zu Tonga gehörend) und südlich von Tubuai (zu Franz.-Polynesien gehörend) |
| Chile               | Region Antofagasta                                                                                    |
| Argentinien         | Provinzen: Jujuy, Salta und Formosa                                                                   |
| Paraguay            | Departamentos: Boquerón, Presidente Hayes, Concepción, San Pedro und Amambay                          |
| Brasilien           | Bundesstaaten Mato Grosso do Sul, Paraná und São Paulo                                                |
| Atlantik            | |

### Länder südlich des südlichen Wendekreises
Zu den Ländern, die gänzlich südlich des Wendekreises des Steinbocks liegen, zählen:
- Eswatini
- Lesotho
- Neuseeland[5]
- Uruguay